# ハウ (小説)
『ハウ』は、斉藤ひろしによる日本の小説。2022年2月7日に朝日新聞出版から文庫化された。
2022年に実写映画版が公開された。

## あらすじ
横浜にあるファミリーレストランで、32歳の公務員である赤西民夫は婚約者である真里菜から別れ話を切り出されていた。真里菜の言うことが理解できない民夫は自分が悪いんだったら直すと言うが、実は民夫の友人である吉住正一郎のことが好きであると聞かされショックを受ける。結局、真里菜はあっけらかんとした表情で悪びれた様子もなく、勘定を払わずにレストランを後にしてしまった。真里菜と暮らすはずだった4LDKのマンションに戻った民夫は首を吊って死のうとするが、マンションの部屋にはロープをかける場所がなく仕方なしに死ぬのを止めた。結婚式場にキャンセルの連絡をし、結婚式に出てくれるはずだった友人たちに破談の連絡を済ませた民夫は勤務先である区役所の住民課で働き、土曜日は将棋クラブに出かけ、日曜日はミステリー小説を読むか、「刑事コロンボ」シリーズのファーストシリーズを見返すという普段の日常に戻っていた。
そんなある日の昼休み、上司である鍋島課長から1人ではあまりに広すぎる4LDKに暮らしている民夫にペットを飼ってみないかと誘われる。根っからの動物嫌いである民夫は即座に断るが、民夫の話など何処吹く風といった感じで受け流した鍋島は民夫に来週の土曜日の予定を伺う。
結果、気乗りのしないまま民夫は次の土曜日に鍋島の自宅を訪れる。鍋島夫妻の自宅には5匹の犬と4匹の猫がいて、そのうち3匹の犬と2匹の猫の里親が決まっていた。しかし、ラブラドール・レトリーバーとプードルを掛け合わせたラブラドゥードルという大型犬種の1歳になる雄犬だけが引き取り手が見つからないでいたのだ。動物が好きでない民夫は犬や猫に視線を合わせないようにするのだが、猫アレルギーと嘘をついて、わざとらしくくしゃみをしたのが災いして、犬を貰い受けるということを了承したと鍋島夫妻に思わせてしまった。
結局、ハウと名付けられたラブラドゥードルの雄犬は民夫が貰い受けることに相成り、『犬と人との幸せな暮らし』という小冊子を読む民夫だったが、やる気が起きず途中で放り出してしまう。しかし、目の前には自分が世話をしなければ生きていけない1匹の犬がいる。貧乏くじを引くことに慣れてしまった民夫はこれも自分の運命なのだと諦めて、ハウを受け入れることにした。
大きく白いハウは、優しい性格で賢かったが、声帯を手術で取り除かれて、ハウとしか鳴けなかった。穏やかで楽しい一人と一匹の生活が一年ほど続いた頃、ハウと散歩に出た民夫は公園で居眠りをした。少年野球のボールを追ってトラックの荷台に上り、閉じ込められるハウ。青森まで送られ、運転手に邪険に追い払われたハウは、帰巣本能で民夫の住む横浜を目指し歩き出した。
途中、犬好きの人々に保護されても、民夫を忘れず再び旅立つハウ。短い期間でもハウと関わった人々は皆、心の安定と幸せを手に入れた。元の飼い主とも再会するハウ。暴力夫から逃げて修道院で暮らす“めぐみ”は、夫の命令でハウから声を奪い、挙げ句に動物愛護センターに処分を依頼した人物だった。申し訳なさで、優しいハウと対峙できない“めぐみ”。
暴力夫に見つかり、連れ戻されかける“めぐみ”。後を追ったハウは事故を起こした車に追いつき、“めぐみ”の見守る中、閉じ込められた夫を引っ張り出して炎上から救った。
ハウが居なくなって一年余り、死んだものと諦めた民夫は、手頃なサイズのマンションに越し、SNS仲間で猫好きの桃子と食事する仲になっていた。そんな民夫に、リードを引きずり飛び付いて来るハウ。だが、ハウは健人という幼い飼い主に連れられていた。交通事故で父を亡くし、ハウを父の代わりと思っている健人に、黙ってリードを返す民夫。ハウを抱き締めた民夫は、小声で「もう大丈夫」と、別れを告げた。

## 登場人物
赤西民夫
横浜市の区役所の住民課勤務の職員。根っからの動物嫌い。
真里菜
民夫の婚約者だったが、民夫の後輩である吉住が好きだという理由で民夫と別れる。
鍋島課長
区役所住民課の課長であり、民夫の上司。
吉住正一郎
民夫の高校時代の将棋愛好会の後輩。民夫に真里菜を紹介した張本人でもある。近々エジプトのカイロに転勤することが決まっている。
足立桃子
区役所入社2年目の新人職員。

## 書誌情報
- 斉藤ひろし『ハウ』、朝日新聞出版、2022年2月7日発売（初版：2022年2月28日）、ISBN 978-4-02-265030-6

## 映画
2022年8月19日に公開。監督は犬童一心、主演は田中圭。

### キャスト
- 赤西民夫：田中圭
- 足立桃子：池田エライザ[5][6]
- 鍋島史郎：野間口徹[5][6]
- 鍋島麗子：渡辺真起子[5][6]
- 森下めぐみ：モトーラ世理奈[5][6]
- 深川麻衣[5][6]
- 朝倉麻衣：長澤樹[5][6]
- 前川佑
- 細川岳
- 田中要次[5][6]
- 草村礼子
- 品川徹
- 利重剛[5][6]
- シスター・ヘレナ：伊勢志摩[5][6]
- シスター・セシリア：市川実和子[5][6]
- 田畑智子[5][6]
- ナレーション：石田ゆり子[5][6]
- 関根次郎：石橋蓮司[5][6]
- 関根志津：宮本信子[5][6]

### スタッフ
- 原作：斉藤ひろし『ハウ』（朝日文庫）
- 監督：犬童一心
- 脚本：斉藤ひろし、犬童一心
- 音楽：上野耕路
- 主題歌：GReeeeN「味方」（ユニバーサル ミュージック）[7]
- 製作：小西啓介、村松秀信、森田圭、木原康博、中田しげる、山本正典、渡辺章仁、田中祐介、犬童みのり、福田剛紀、檜原麻希、五十嵐淳之
- 企画・プロデュース：小池賢太郎
- プロデューサー：丸山文成、柳迫成彦
- 共同プロデューサー：平石明弘、山野邊雅祥、橋本恵一
- キャスティングプロデューサー：福岡康裕
- アソシエイトプロデューサー：押切大機
- 音楽プロデューサー：安井輝
- ラインプロデューサー：臼井正明
- 宣伝プロデューサー：谷口智津子、田口和也
- プロダクション統括：木次谷良助
- 撮影：池内義浩
- 美術：樫山智恵子
- 照明：岡田佳樹
- 装飾：秋田谷宣博
- サウンドデザイン：志満順一（J.S.A.）
- 編集：山田佑介（J.S.E.）
- ドッグトレーナー：宮忠臣
- スクリプター：天池芳美
- 衣装：小里幸子、石原徳子
- ヘアメイク：知野香那子
- 視覚効果：松本肇
- 音響効果：勝亦さくら
- 助監督：安達耕平
- 制作担当：古森正泰
- 協賛：いなばペットフード
- 配給：東映
- プロダクション協力：東映東京撮影所
- 企画・製作プロダクション：ジョーカーフィルムズ
- 製作幹事：ハピネットファントム・スタジオ、東映
- 製作：「ハウ」製作委員会（ハピネットファントム・スタジオ、東映、KDDI、ジョーカーフィルムズ、エヴァーグリーン・エンタテイメント、グランマーブル、ローソンエンタテインメント、GYAO、スカイドラム、カーロ・リゾート、ニッポン放送、ムービーウォーカー）